# 1991年全仏オープン
1991年 全仏オープン（1991ねんぜんふつオープン、Internationaux de France de Roland-Garros 1991）は、フランス・パリにある「スタッド・ローラン・ギャロス」にて、1991年5月27日から6月9日にかけて開催された。

## シード選手

### 男子シングルス
1. ステファン・エドベリ　（4回戦）
2. ボリス・ベッカー　（ベスト4）
3. （大会開始前に棄権）
4. アンドレ・アガシ　（準優勝）
5. セルジ・ブルゲラ　（2回戦）
6. ピート・サンプラス　（2回戦）
7. ギー・フォルジェ　（4回戦、途中棄権）
8. ゴラン・イワニセビッチ　（2回戦）
9. ジム・クーリエ　（初優勝）
10. マイケル・チャン　（ベスト8）
11. エミリオ・サンチェス　（2回戦）
12. ミヒャエル・シュティヒ　（ベスト4）
13. （大会開始前に棄権）
14. カレル・ノバチェク　（1回戦）
15. ジョン・マッケンロー　（1回戦）
16. ブラッド・ギルバート　（1回戦）

### 女子シングルス
1. モニカ・セレシュ　（優勝、大会2連覇）
2. シュテフィ・グラフ　（ベスト4）
3. ガブリエラ・サバティーニ　（ベスト4）
4. メアリー・ジョー・フェルナンデス　（ベスト8）
5. アランチャ・サンチェス・ビカリオ　（準優勝）
6. ヤナ・ノボトナ　（ベスト8）
7. コンチタ・マルチネス　（ベスト8）
8. ジーナ・ガリソン　（1回戦）
9. マニュエラ・マレーバ・フラニエール　（2回戦）
10. ジェニファー・カプリアティ　（4回戦）
11. カテリナ・マレーバ　（3回戦）
12. ヘレナ・スコバ　（2回戦）
13. ナタリー・トージア　（ベスト8）
14. レイラ・メスヒ　（4回戦）
15. ナターシャ・ズベレワ　（2回戦）
16. アンケ・フーバー　（3回戦）

## 大会経過

### 男子シングルス
準々決勝
- ジム・クーリエ vs.  ステファン・エドベリ　6-4, 2-6, 6-3, 6-4
- ミヒャエル・シュティヒ vs.  フランコ・ダビン　6-4, 6-4, 6-4
- アンドレ・アガシ vs.  ヤコブ・ラセク　6-3, 6-1, 6-1
- ボリス・ベッカー vs.  マイケル・チャン　6-4, 6-4, 6-2

準決勝
- ジム・クーリエ vs.  ミヒャエル・シュティヒ　6-2, 6-7, 6-2, 6-4
- アンドレ・アガシ vs.  ボリス・ベッカー　7-5, 6-3, 3-6, 6-1

### 女子シングルス
準々決勝
- モニカ・セレシュ vs.  コンチタ・マルチネス　6-0, 7-5
- ガブリエラ・サバティーニ vs.  ヤナ・ノボトナ　5-7, 7-6, 6-0
- アランチャ・サンチェス・ビカリオ vs.  メアリー・ジョー・フェルナンデス　6-3, 6-2
- シュテフィ・グラフ vs.  ナタリー・トージア　6-3, 6-2

準決勝
- モニカ・セレシュ vs.  ガブリエラ・サバティーニ　6-4, 6-1
- アランチャ・サンチェス・ビカリオ vs.  シュテフィ・グラフ　6-0, 6-2

## 決勝戦の結果
- 男子シングルス： ジム・クーリエ vs.  アンドレ・アガシ　3-6, 6-4, 2-6, 6-1, 6-4
- 女子シングルス： モニカ・セレシュ vs.  アランチャ・サンチェス・ビカリオ　6-3, 6-4
- 男子ダブルス： ジョン・フィッツジェラルド＆ アンダース・ヤリード vs.  リック・リーチ＆ ジム・ピュー　6-0, 7-6
- 女子ダブルス： ジジ・フェルナンデス＆ ヤナ・ノボトナ vs.  ナターシャ・ズベレワ＆ ラリサ・サブチェンコ　6-4, 6-0
- 混合ダブルス： シリル・スーク＆ ヘレナ・スコバ vs.  ポール・ハーフース＆ カロリネ・ビス　3-6, 6-4, 6-1

## みどころ
- 3月11日に「17歳3ヶ月」で（当時の）史上最年少世界ランキング1位になったモニカ・セレシュが、全豪オープンに続く4大大会2連勝と、全仏オープンで前年に続く大会2連覇を達成した。男子シングルスではジム・クーリエが4大大会初優勝を果たし、準優勝者のアンドレ・アガシは2年連続の全仏準優勝に終わった。
- 女子シングルス1回戦で、日本の沢松奈生子が第8シードのジーナ・ガリソンを 6-4, 6-0 で破る金星を挙げた。沢松はその勢いに乗って4回戦まで勝ち進んだが、第13シードのナタリー・トージアに 5-7, 6-2, 10-12 の激戦で惜敗した。沢松の全仏オープンは、この大会のベスト16進出が自己最高成績であるが、彼女の世界的な活躍はここから始まった。
- 注意点：1991年はソビエト連邦の崩壊の年であり、ユーゴスラビアでも紛争のためクロアチアなどの独立国家が誕生した。「シード選手」の一覧において、旧ソ連出身選手や旧ユーゴスラビア出身選手の国籍表示は注意を要する。